# Amstel Gold Race 2003
La 38ª edición de la Amstel Gold Race se disputó el domingo 20 de abril de 2003 en la provincia de Limburgo, Países Bajos. La carrera constó de una longitud total de 250,7 km, entre Maastricht y Valkenburg.
El vencedor de fue Alexandre Vinokourov, siendo así la primera vez que un ciclista kazajo se imponía en esta prueba.

## Clasificación final
| Pos. | Ciclista             | Equipo            | Tiempo     |
| ---- | -------------------- | ----------------- | ---------- |
| 1.   | Alexandre Vinokourov | Team Telekom      | 6h 01' 03" |
| 2    | Michael Boogerd      | Rabobank          | + 04"      |
| 3    | Danilo Di Luca       | Saeco             | m. t.      |
| 4    | Davide Rebellin      | Team Gerolsteiner | m. t.      |
| 5    | Matthias Kessler     | Team Telekom      | m. t.      |
| 6    | Francesco Casagrande | Lampre - Fondital | + 06"      |
| 7    | Michele Scarponi     | Domina Vacanze    | m. t.      |
| 8    | Lance Armstrong      | US Postal         | + 08"      |
| 9    | Ángel Vicioso        | ONCE              | + 12"      |
| 10   | Igor Astarloa        | Saeco             | + 20"      |